# Fritz Kalle

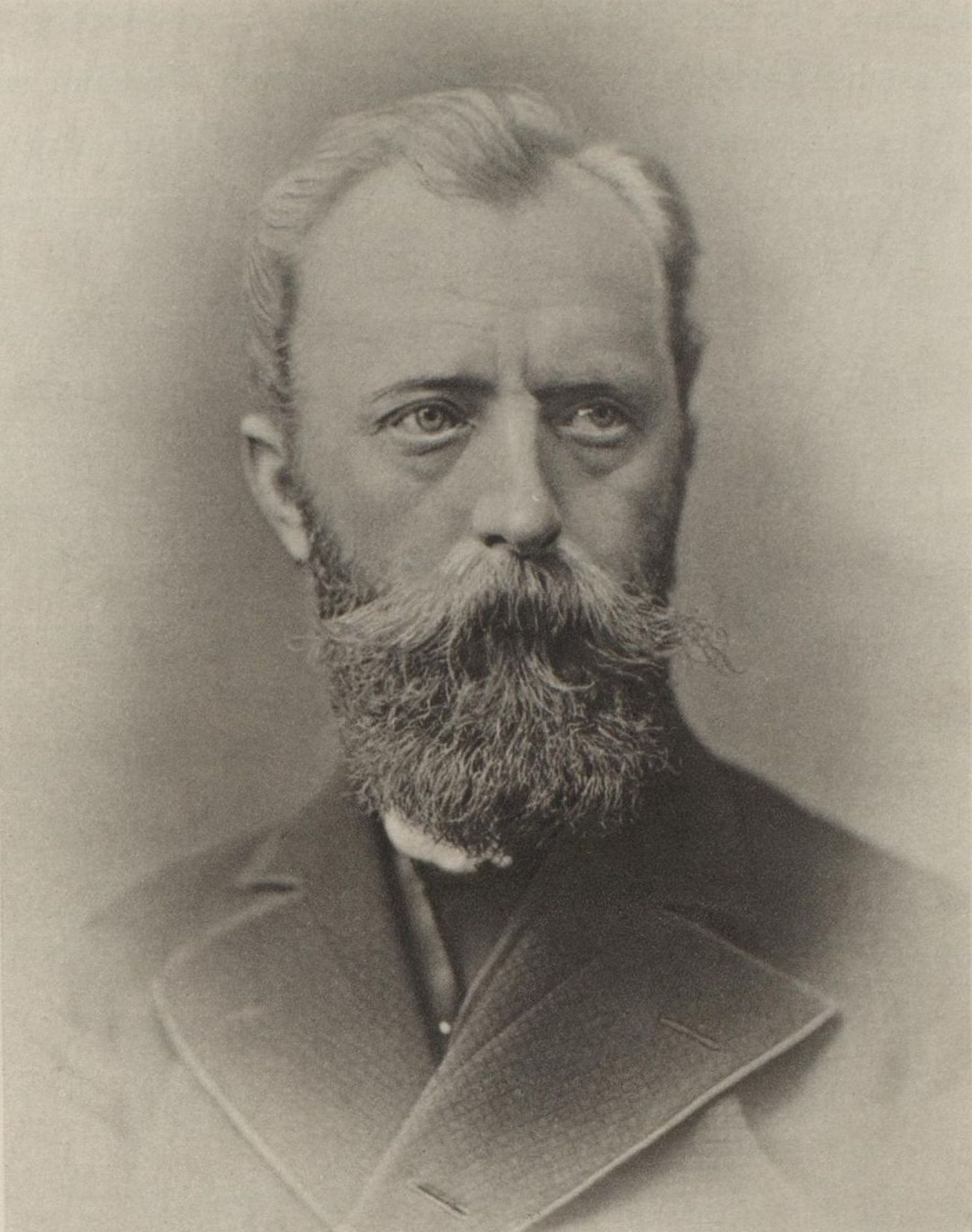
Fritz Kalle

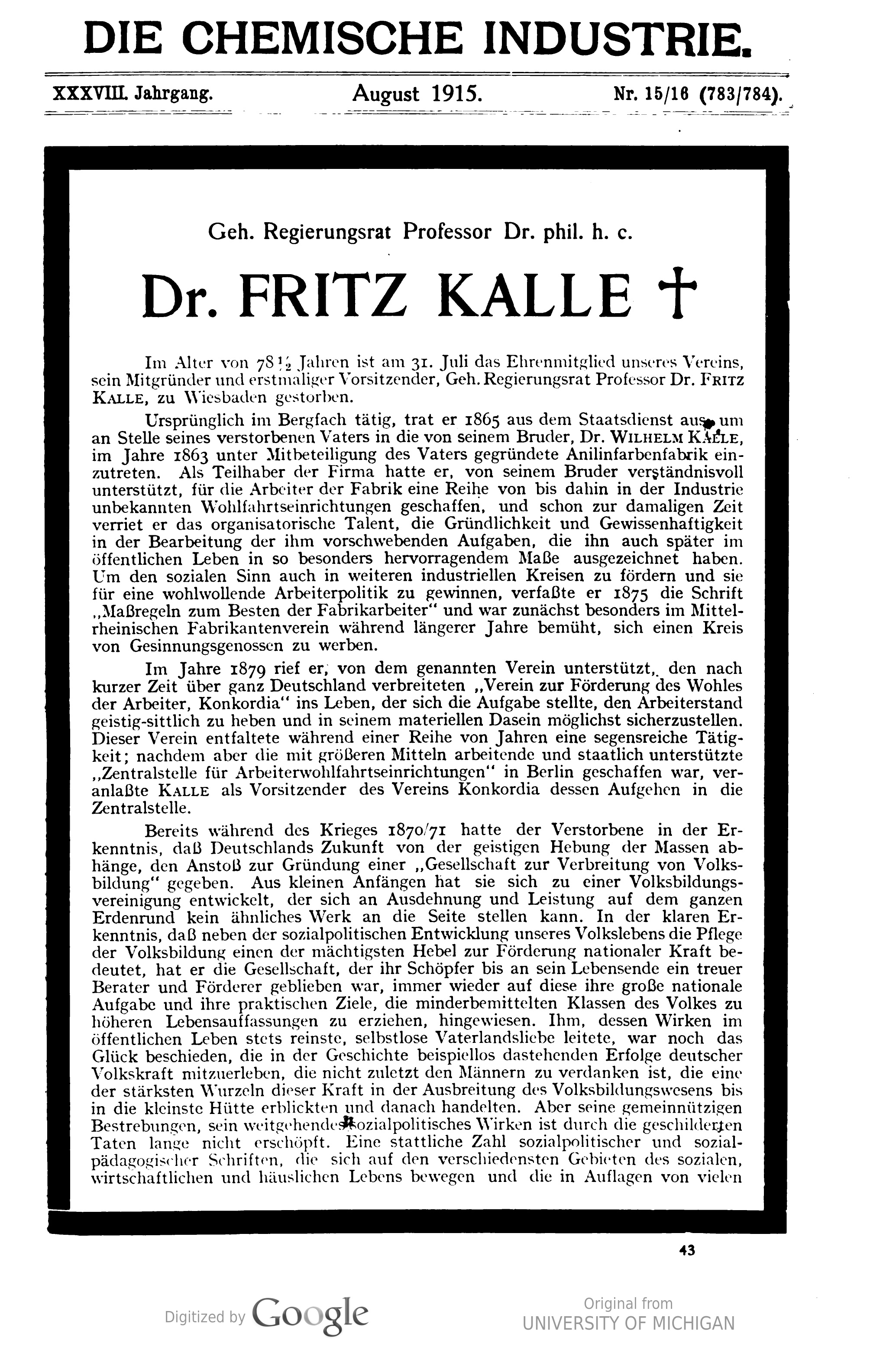
Fritz Kalle – Nachruf in 'Die chemische Industrie' 38.1915

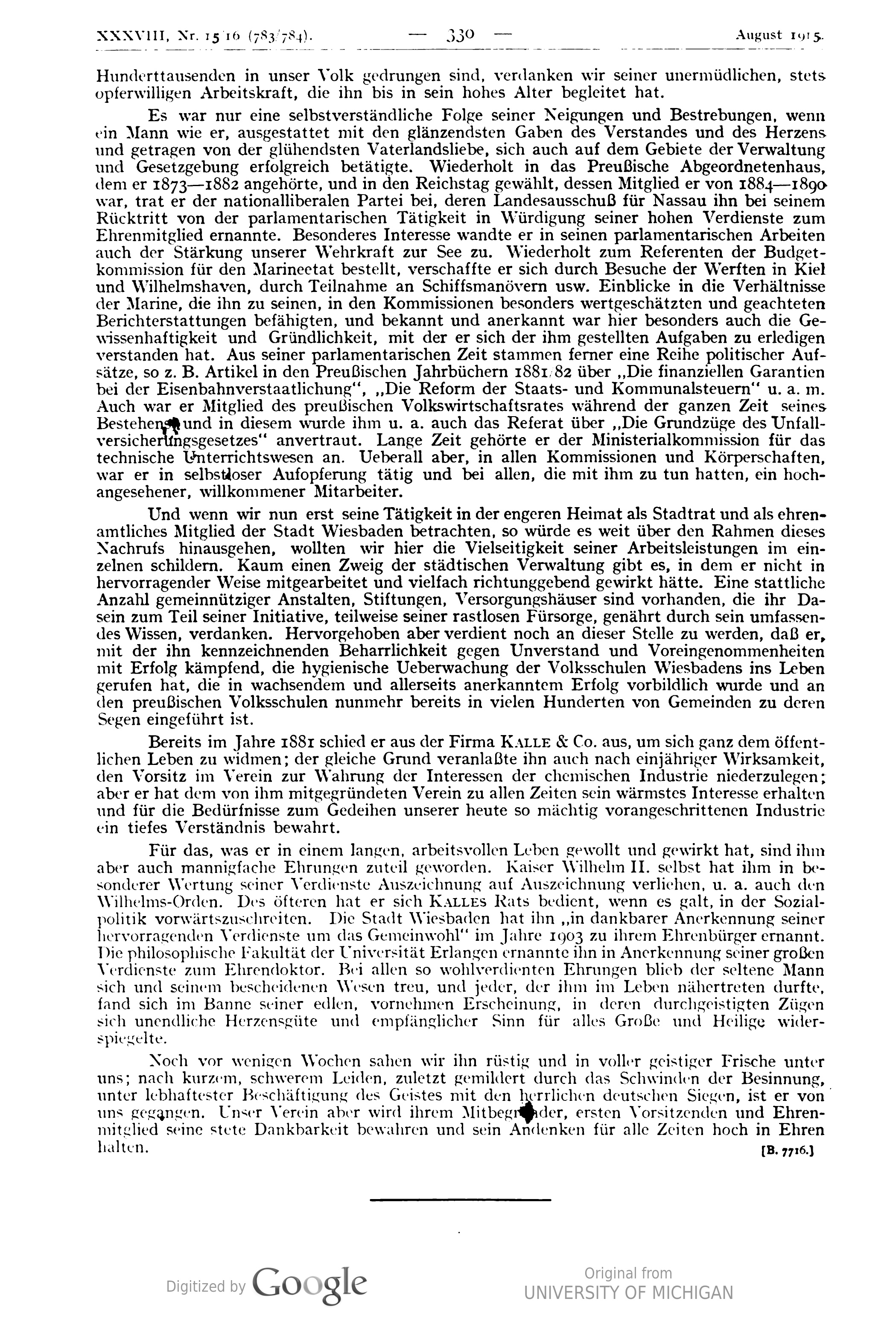
Fritz Kalle – Nachruf in 'Die chemische Industrie' 38.1915

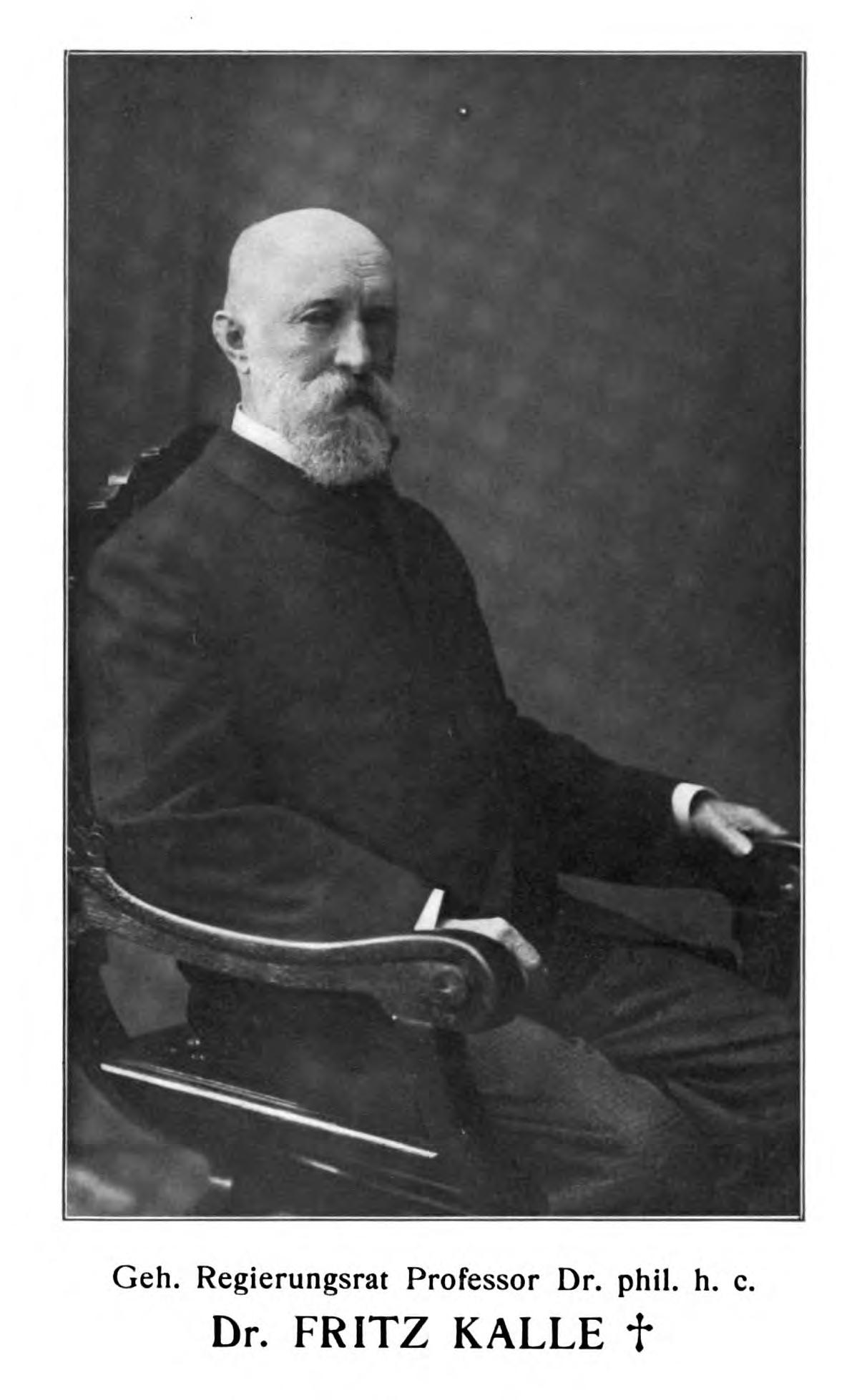
Fritz Kalle – Portraitfoto im hohen Alter in 'Die chemische Industrie' 38.1915

Jakob Friedrich (Fritz) Kalle (* 12. Januar 1837 in Paris; † 31. Juli 1915 in Wiesbaden) war ein Fabrikant, Rentier und Sozialpolitiker (Nationalliberale Partei). Er ist Ehrenbürger von Wiesbaden.

## Leben
Kalle studierte in Bonn, Berlin und an der Bergakademie Freiberg, war zunächst seit 1858 preußischer Bergbeamter und Leiter einer Privatgrube. 1865 verstarb sein Vater, der Textilkaufmanns Jakob Alexander Kalle (1796–1865), der – als stiller Teilhaber – mit seinem erstgeborenen Sohn und Bruder von Fritz und Chemiker Wilhelm Kalle (1838–1919) in Wiesbaden-Biebrich 1863 die Chemische Fabrik Kalle gründete. Von 1865 bis 1881 war Fritz Kalle Teilhaber der Fabrik, die als offene Handelsgesellschaft geführt wurde.
Seit 1881 lebte er als Rentier in Wiesbaden, wohin er bereits 1878 seinen Wohnsitz verlegt hatte. Hier war er von 1883 bis 1885 Mitglied des Gemeinderats und von 1891 bis 1903 unbesoldeter Stadtrat.
Ab 1873 und wieder ab 1879 war Kalle Mitglied des preußischen Abgeordnetenhauses. Von 1884 bis 1890 war Kalle Mitglied des Reichstages, wo er den Wahlkreis Großherzogtum Hessen 3 (Alsfeld – Lauterbach – Schotten) vertrat. 1893 bis 1911 war er Mitglied des Bezirksausschusses für den Regierungsbezirk Wiesbaden. 1899 wurde ihm der Professor-Titel verliehen, 1907 der Charakter eines Geheimen Regierungsrats, 1913 die Ehrendoktorwürde der Universität Erlangen. Kalle war in zahlreichen caritativen Vereinen tätig. Außerdem war er 1871 Mitbegründer der Gesellschaft für Verbreitung von Volksbildung sowie 1877 Mitbegründer des Vereins zur Wahrung der Interessen der chemischen Industrie Deutschlands, dessen erster Vorsitzender er wurde. 1895 führte er das „Wiesbadener System“ schulärztlicher Kontrollen ein.